# Ctenacarus araneolus
Ctenacarus araneolus (лат.) — вид панцирных клещей семейства Ctenacaridae из надотряда акариформные. Встречаются во многих регионах мира (почти космополитный вид). Микроскопического размера клещи, длина менее 1 мм (длина 402—414 мкм, ширина 183—194 мкм). Обитает в растительных остатках и в почве. Трихоботрии утолщённые, длинные. Нотогастральные щетинки длиннее остальных щетинок. Лапки с тремя коготками (эмподий — крючковатый и маленький). Гистеросома почти сплошь покрыта прозрачными щитами.